# Clan Matsuda
Pour les articles homonymes, voir Matsuda.
Le clan Matsuda (松田氏, Matsuda-shi) était un clan japonais originaire de la province de Bizen et son histoire est relativement peu connue jusqu'au XVe siècle. C'est à cette période que les Matsuda ont pris de l'influence dans la province de Bizen ; ils livrèrent même des batailles contre le clan Akamatsu. Plus tard, le clan Matsuda guerroya contre le clan Urakami. Il perdit ensuite beaucoup d'importance à la fin de la période Sengoku.